# Isidro (football, 1936)
Pour les articles homonymes, voir Isidro.
Isidro Sánchez García-Figueras, plus communément appelé Isidro,  est un footballeur espagnol né le 17 décembre 1936 à Jerez de la Frontera et mort le 2 septembre 2013 à Séville. Il évoluait au poste d'arrrière droit.

## Biographie

### En club
Isidro est joueur du Real Betis de 1958 à 1961,.
De 1961 à 1965, il évolue sous les couleurs du Real Madrid CF,.
Il est sacré Champion d'Espagne à quatre reprises et remporte la Coupe d'Espagne en 1962.
Le Real Madrid dispute la Coupe des clubs champions à de nombreuses reprises, Isidro dispute la finale lors de l'édition 1963-64, perdue contre l'Inter Milan 1-3,
En 1965, Isidro rejoint le CE Sabadell. Il raccroche les crampons en 1971,.
Au total, Isidro dispute 262 matchs pour 7 buts marqués en première division espagnole, 2 matchs en Coupe des villes de foires pour aucun but marqué et 14 matchs en Coupe des clubs champions pour un but marqué.

## Palmarès
Real Madrid
| - Coupe des clubs champions : - Finaliste : 1963-64. |  | - Championnat d'Espagne (4) : - Champion : 1961-62, 1962-63, 1963-64 et 1964-65 - Coupe d'Espagne (1) : - Vainqueur : 1961-62. |

## Vie privée
Isidro se marie à Carmen Flores, sœur de la chanteuse et danseuse de flamenco Lola Flores.
Son fils Quique Sánchez Flores est aussi footballeur et devient entraîneur de football